# Libre (single)
Libre is een nummer van de Belgische zangeres Angèle, uitgebracht op 26 april 2022. Het nummer is geschreven en geproduceerd door Angèle en Tristan Salvati. 

## Achtergrond
Libre is de derde single van haar tweede album Nonante-Cinq. De videoclip van Libre ging ook op 26 april 2022 in première. Deze werd opgenomen in New York, en bevat verschillende shots waarin de zangeres superheldkrachten heeft, na het eten van een pizza. Er werd als het ware een alternatieve omgeving gecreëerd waarin de zangeres eruitziet als een astronaut met blauw haar. Het nummer werd een kleine radio hit in Vlaanderen. In Wallonië werd een top 3 notering gehaald in de hitlijsten. Het was ook meteen de eerste keer dat een nummer van Angèle de NPO Radio 2 Top Song werd.
Angèle zong het nummer ook live tijdens verschillende albumsessies, en tijdens de Nonante-Cinq Tour. Tijdens het nummer voert de zangeres een dansje uit, die vaak gebruikt werd op de app TikTok.

## Hitlijsten

### Ultratop 50 Vlaanderen
| Positie: | 31 | 34 | 25 | 36 | 19 | 34 | 33 | 38 | uit | 47 | uit |